# TRACE (telescopio)

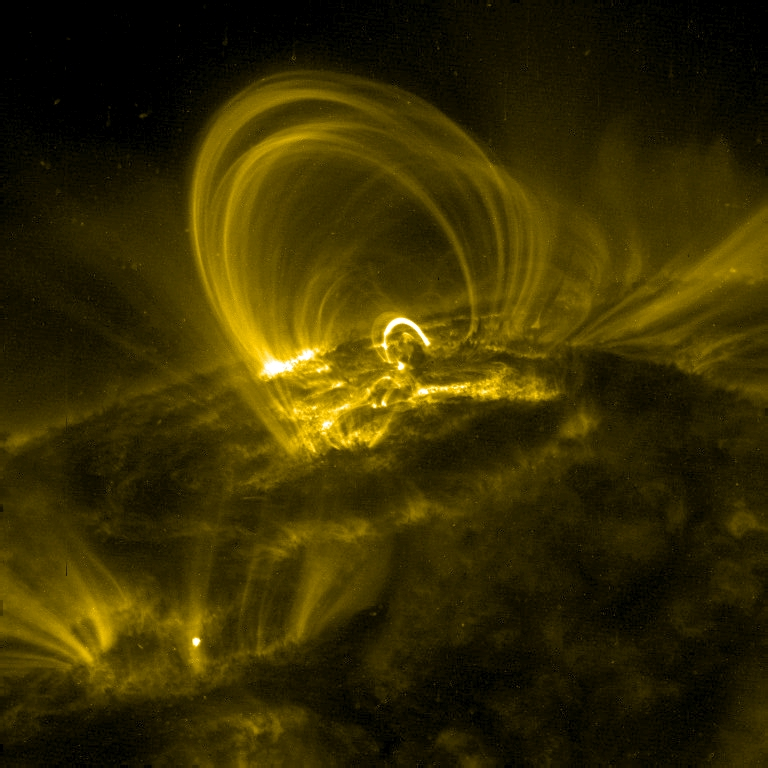
Alcuni anelli coronali ripresi dal TRACE.

TRACE (acronimo dell'inglese Transition Region and Coronal Explorer, Esploratore della zona di transizione e della corona) è un telescopio spaziale della NASA progettato per individuare le connessioni tra il campo magnetico del Sole e le strutture in plasma associate, grazie anche all'ausilio di immagini ad alta risoluzione della fotosfera e della bassa atmosfera della stella. Una delle principali scoperte effettuate dal telescopio spaziale è quella degli anelli coronali, fini strutture ad arco associate alle linee di forza del campo magnetico solare.

## Caratteristiche
Il satellite è stato costruito al Goddard Space Flight Center della NASA da parte di un consorzio capitanato dal Lockheed Martin's Advanced Technology Center. Il satellite è stato lanciato il 2 aprile 1998 tramite un razzo Pegasus; possiede un'apertura di 30 cm ed un rivelatore CCD 1024 x 1024 che permette un campo visivo di 8,5 minuti d'arco.
Il telescopio è stato progettato per scattare delle immagini della nostra stella in un range di lunghezze d'onda piuttosto vasto, dal visibile all'ultravioletto distante, passando per l'Hα. I differenti tipi di emissione corrispondono alle temperature del plasma dell'atmosfera solare, comprese tra 4.000 e 4.000.000 di K.
Il telescopio TRACE è stato concepito come una SMEX (Small Explorer mission), ovvero una missione il cui costo complessivo sia non superiore a 120 milioni di dollari.
La missione si è conclusa nel giugno del 2010.